# 봉성군
봉성군(鳳城君, 1528년 5월 7일(음력 4월 9일) ~ 1547년 11월 17일(음력 윤9월 25일))은 조선의 왕족으로, 중종의 7남이자 서6남이다. 생모는 희빈 홍씨이다. 사화와 옥사에 연루되어 사사되었으며, 후에 신원되었다.
선조(宣祖) 대에 동서 분당의 원인을 제공한 명종 비 인순왕후의 남동생인 심충겸(沈忠謙)은 봉성군의 사위이다.

## 생애

### 가계
성은 이(李), 이름은 완(岏) 또는 항(𡵻) 본관은 전주(全州), 자는 자첨(子瞻)이다.
1528년(중종 23년) 4월 9일, 중종과 희빈 홍씨의 차남으로 태어났다. 금원군의 친동생이며, 인종의 이복동생이다. 또 명종과 덕흥대원군(선조의 아버지)의 이복 형이다.
봉성군의 어머니 희빈 홍씨는 정국공신에 책록된 남양 홍씨 홍경주의 딸로, 정국공신들에 의해 정략적으로 후궁이 된 여인이다. 특히 사림파와 조광조 일파의 제거에 앞장섰다. 희빈은 금원군과 봉성군 두 아들을 두었다.

### 왕자 시절
《중종실록》의 기록에는 봉성군의 집을 짓는 일로 인해 대간들이 상소를 올려 그 공사가 중지된 내용과, 봉성군이 부리던 종이 다른 집의 종과 싸운 일 등만 기록되어 있고 봉성군에 대한 직접적인 기록은 찾아볼 수 없다. 한편 봉성군은 정랑을 지낸 동래 정씨 정유인의 딸과 혼인하였는데, 그 혼인 시기는 정확히 기록되지 않았으나 적어도 1545년(인종 원년)으로 추정된다.
1545년(인종 원년, 명종 즉위년) 인종이 즉위 8개월만에 요절하고 명종이 즉위하였다. 이 해 음력 9월 1일 당시 경기도 관찰사이던 김명윤이 역모를 고변하였는데, 그 내용은 인종의 외숙부 윤임이 경원대군(명종) 대신 계림군 이나 나이가 어린 봉성군을 왕위에 앉히려 했다는 것이다. 당시 명종은 계림군에 대해서는 잡아들일 것을 지시했으나, 봉성군은 나이가 어리다는 이유로 특별히 가담하지 않았을 것이라고 하여 우선 신문하지 말라고 하였다. 당시 이 역모를 고변한 김명윤은 봉성군의 이모부였는데, 명종 즉위 후 권력을 잡은 명종의 모후 문정왕후와 그 누이 윤원형 및 이기 등에게 아부하기 위해 이같은 일을 꾸민 것이다. 이른바 을사사화의 시작이다.
그러나 고변 5일 후인 음력 9월 6일부터 시작된 관련자들에 대한 공초에서 지속적으로 봉성군의 이름이 나오기 시작했다. 인종의 외숙부인 윤임이 인종이 죽으면 질병이 있는 경원대군 대신 계림군 혹은 봉성군을 왕위에 세우려 했다는 것이었다. 이유는 경원대군이 왕위에 오르면 그 외숙 윤원로 등이 득세하여 반드시 자신의 집안은 멸문을 당할 것을 우려했기 때문이며, 계림군 혹은 봉성군을 세우면 명종을 축출할 수 있다는 말도 나왔다. 결국 이러한 이유로 봉성군은 수 차례에 걸쳐 대간으로부터 탄핵을 받았으나, 명종은 계속해서 봉성군에 대해 나이가 어려 보호해주고자 하였다. 한편 봉성군의 생모 희빈 홍씨는 일련의 일들이 벌어지면서 마음이 불편해져 결국 대궐에서 나와 사가로 돌아갔다. 그러나 이후에도 대간들의 봉성군 탄핵은 계속되었고, 결국 이듬해인 1546년(명종 원년) 음력 9월 12일 강원도 울진으로 귀양을 갔다.
그러나 봉성군이 유배를 가던 도중 평창에서 병에 걸려 그곳에 머물러 있음을 알게 된 명종은 그 유배지를 평창으로 옮겼고, 약과 의원을 보내어 이를 치료하게 하였다.

### 정미사화
봉성군이 유배를 떠나고 1년이 지난 1547년(명종 2년) 음력 9월 18일, 부제학 정언각이 한강 이남의 양재역에서 한 장의 익명서를 발견하고 이를 명종에게 고하였다. 당시 익명서에는 "여주가 위에서 정권을 잡고 간신 이기 등이 아래에서 권세를 농간하고 있으니 나라가 장차 망할 것을 서서 기다릴 수 있게 되었다. 어찌 한심하지 않은가. 중추월 그믐날."이라는 내용이 붉은 글씨로 쓰여 있었다. 이른바 양재역 벽서 사건이며, 을사사화의 여파로 일어난 사화로 정미사화라고 칭하기도 한다. 당시 이 사건은 문정왕후와 윤원형 일파가 사림 세력을 제거하기 위해 조작한 사건이었다.
이러한 일이 일어난 것에 대해 윤원형 일파는 애초에 윤임 등의 역모를 다스릴 때에 그 처벌을 가벼이 했기 때문이라고 간하고, 이어 윤임 일파는 물론이고 봉성군에 대해서도 모조리 죽일 것을 간하였다. 이때 명종은 계림군에 대해서만 사사를 명하였는데, 당시 이 사건을 《실록》에 기록한 사관은 이기 일파가 윤임 일파를 역적으로 몰아버리고, 이를 증명하기 위해 봉성군마저 죽일 것을 간한 것은 너무 심한 처사라며 비판하였다. 그러나 이후에도 봉성군을 죽이라는 상소는 계속되었으나, 명종은 전혀 윤허하지 않았다.
한편 당시 홍문관에 재직 중이던 이황도 봉성군을 죽이라는 차자를 올렸다고 그 제자가 증언하였다.

### 사망과 평가
한편 1547년(명종 2년) 음력 윤9월 16일 영의정 윤인경 등과 육조에서 봉성군을 죽이라고 또 간하였다. 결국 명종은 이러한 압박을 이기지 못하고 봉성군에 대해 자진을 명하였다. 이때 봉성군의 나이 20세였다. 당시 명을 전달받은 봉성군은 목욕을 하고 곧바로 자살했다고 한다.
봉성군은 선조 즉위 후인 1567년(선조 즉위년) 음력 10월 15일에야 관작이 신원되었다. 그리고 150여 년이 지난 1732년(영조 8년) 음력 윤5월 18일 영조에 의해 의민(懿愍)의 시호가 올려졌다.
봉성군에게 자진 명령이 떨어진 날의 《실록》에서는 봉성군에 대해 "총명하고 중종의 왕자들 중 가장 현명했던 바람에, 을사년에 가장 참혹한 화를 만났다. 또 역도들이 봉성군을 내세우기는 하였으나 정작 봉성군이 직접 한 일은 아무 것도 없고, 아무것도 몰랐다. 봉성군은 왕의 지친이므로 모든 사람들이 죽이라고 해도 보호했어야 하는데, 이때 자진하라고 하였으니 사실은 죽인 것이다. 춘추필법(春秋筆法)이라면 '공자 완(岏)을 죽였다.'고 썼을 것이다."라고 적고 있다.
현재 봉성군의 묘소는 경기도 남양주시 진건읍 송릉리에 있다.

## 기타
- 경상북도 칠곡군에 있는 태봉산(胎封山)은 산 정상에 봉성군의 태실을 묻었다고 하여 붙여진 이름이다. 그러나 현재는 그 흔적을 찾을 수 없고, 일부 기록상에서만 그 태실이 묻혔음을 확인할 수 있다[33].

## 가족 관계[34]
봉성군은 정랑을 지낸 정유인의 딸과 혼인하였다. 그러나 20세의 나이로 요절한 탓에 후사는 없었고, 부인 정씨가 문성군을 데려다가 양자를 삼아 그 후사를 잇게 했다. 문성군은 성종의 아들 경명군의 증손자이며, 1576년(선조 9년) 정식으로 양자로 들어갔다.
문성군은 아들 둘을 낳았고, 이들로부터 자손이 퍼져 오늘날의 봉성군파를 형성하였다.
- 조부 : 성종(成宗, 1457 ~ 1494)
- 조모 : 정현왕후(貞顯王后, 1462 ~ 1530)
  - 부왕 : 중종(中宗, 1488 ~ 1544)
- 외조부 : 홍경주(洪景舟, ? ~ 1521)
- 외조모 : 권금성(權金成)의 딸 안동 권씨
  - 생모 : 희빈 홍씨(熙嬪 洪氏, 1494~1581)
    - 형 : 금원군(錦原君, 1513 ~ 1562)

  - 장인 : 동래 정씨 정유인(鄭惟仁)
    - 부인 : 군부인 동래 정씨
      - 딸 : 이개(李介, 1545 ~ ?)
      - 사위 : 청송 심씨 청림군(靑林君) 심충겸(沈忠謙, 병조판서, 1545 ∼ 1594)[36]
        - 외손자 : 심흔(沈忻, 1561 ~ ?)
        - 외손녀 : 심경복(沈慶福, 1564 ~ ?)
        - 외손녀 : 심계복(沈季福, 1565 ~ ?)
        - 외손자 : 심열(沈悅, 1569 ~1 646)
        - 외손자 : 심종(沈悰, 1572 ~ ?)

      - 양자 : 문성군(文城君) 이건(李健, 1560 ~ 1623)
      - 며느리 : 김명원(金命元)의 차녀 군부인 김수희(金壽姬, 1560 ~ ?)
        - 손녀 : 이제영(李悌英, 1578 ~ ?)
        - 손자 : 시림군(始林君) 이세준(李世俊, 1580 ~ ?)

      - 며느리 : 경시굉(慶時宏)의 딸 군부인 청주 경씨
      - 며느리(측실) : 예향(禮香) - 양민 출신
        - 서손자 : 한양수(漢陽守) 이세주(李世柱, 1609 ~ ?)